# Saltator maxillosus
El pepitero picudo, saltador de pico grueso o pepitero pico grueso (en Argentina y Paraguay)  (Saltator maxillosus) es una especie de ave paseriforme de la familia Thraupidae perteneciente al  numeroso género Saltator, anteriormente colocada en la familia Cardinalidae. Es nativo del centro este de Sudamérica.

## Distribución y hábitat
Se distribuye por el sureste y sur de Brasil (desde Espírito Santo hasta Río Grande do Sul, en el este de Paraguay, hasta el noreste de Argentina (Misiones).
Esta especie es considerada poco común en sus hábitats naturales: el dosel y los bordes de bosques húmedos de la Mata Atlántica, hacia el norte es más monatana; hasta los 2200 m de altitud.

## Sistemática

### Descripción original
La especie S. maxillosus fue descrita por primera vez por el ornitólogo alemán Jean Cabanis en 1851 bajo el mismo nombre científico; su localidad tipo es: «Montevideo (error), enmendado para sur de Brasil».

### Etimología
El nombre genérico masculino «Saltator» proviene del latín «saltator, saltatoris» que significa ‘bailarín’; y el nombre de la especie «maxillosus» proviene del latín «maxilla» que significa ‘mandíbula’.

### Taxonomía
El género Saltator era tradicionalmente colocado en la familia Cardinalidae, pero las evidencias genéticas demostraron que pertenece a Thraupidae, de acuerdo con Klicka et al (2007). Las evidencias genéticas muestran que la presente especie hermana de Saltator aurantiirostris y el par formado por ambas es próximo de S. cinctus. Es monotípica.